# Holland Norway Lines

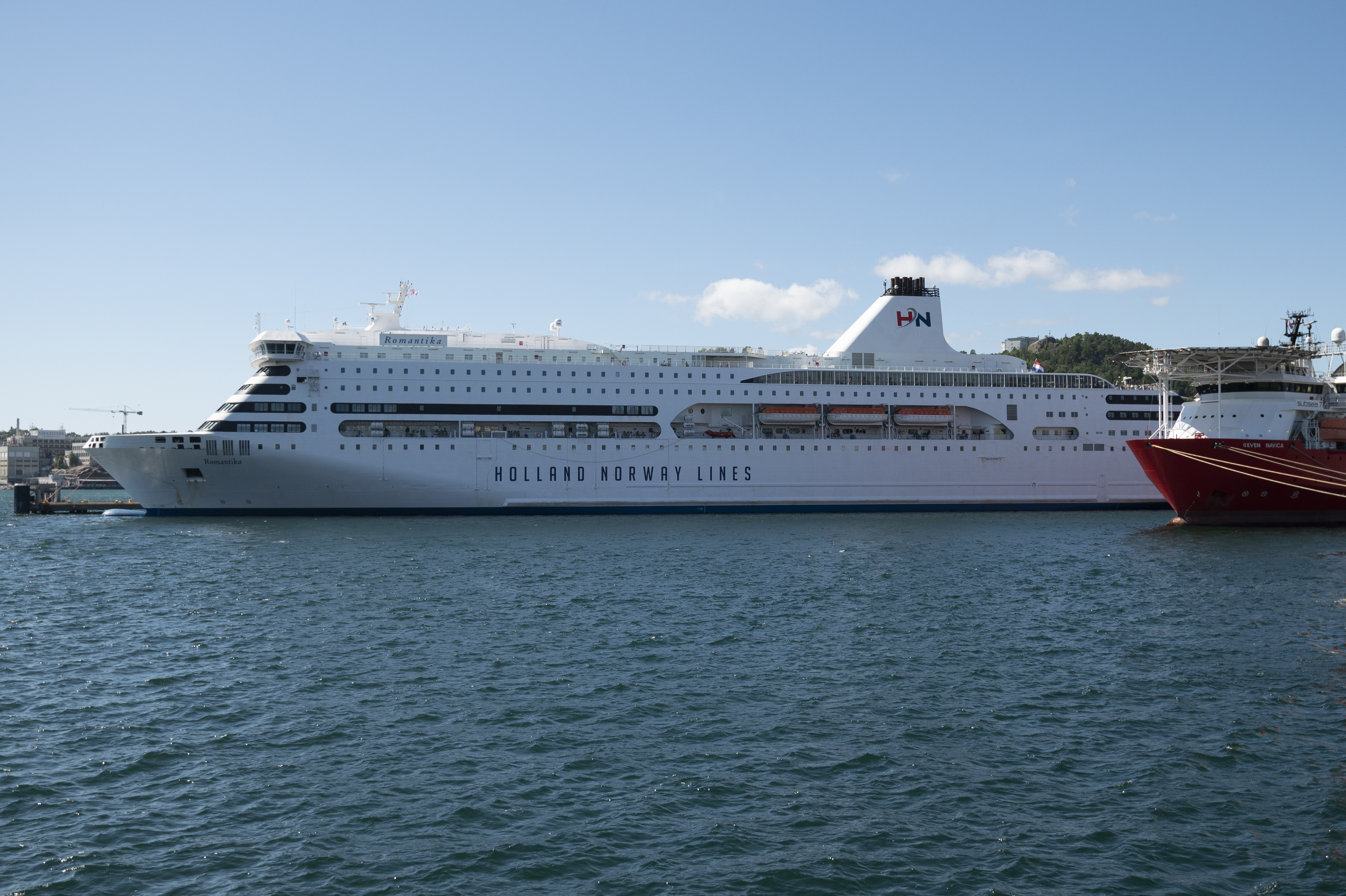
De MS Romantika in Kristiansand

Holland Norway Lines was een Nederlandse rederij die in 2020 is opgericht. Het bedrijf onderhield een veerdienst tussen de Eemshaven - later het Duitse Emden - en Kristiansand in Noorwegen. Vanaf april 2022 werd er op dinsdag, donderdag en zaterdag naar Noorwegen gevaren, en op woensdag, vrijdag en zondag kwam de boot terug vanuit Noorwegen.  
De veerdienst werd onderhouden door het 193 meter lange RoRo-schip MS Romantika dat ruimte heeft voor 1500 passagiers. Ook auto's, caravans, campers, motoren, (gemotoriseerde)fietsen en vrachtwagens kunnen op het schip mee. De reis tussen de Eemshaven en Kristiansand duurde 18 uur (vertrek 15:00 uur, aankomst de volgende dag om 09:00 uur in beide richtingen).
Aan boord waren verschillende restaurants, bars, een theater en een casino. Op 30 augustus 2023 vroeg Holland Norway Lines uitstel van betaling aan en staakte het zijn afvaarten en kaartverkoop. Vervolgens werd op 4 september 2023 het faillissement uitgesproken.